# Andrija Puharich
Andrija Puharich, pseudonyme d'Henry Karel Puharić (né le 19 février 1918 à Chicago (Illinois) et mort le 3 janvier 1995 à Dobson (Caroline du Nord)), est un médecin et chercheur américain en parapsychologie.

## Biographie
En 1971, Andrija Puharich rencontre le médium israélien Uri Geller et l’approuve comme un véritable médium (voir ci-dessous). Il écrit une biographie d'Uri Geller en 1974, un sujet qu’il avait étudié avec l’aide d’Itzhak Bentov, entre autres. Il a également étudié et a un avis favorable sur le chirurgien psychique brésilien Zé Arigó, fournissant une postface pour sa biographie de 1974. Il a également étudié le chirurgien psychique mexicain Pachita. Un de ses livres est The Sacred Mushroom: Key to the Door of Eternity (Le Champignon Sacré : Clé de la Porte de l’Éternité) décrivant son travail avec les médiums.

## Publications
- Le Champignon magique, secret des pharaons [« The Sacred Mushroom: Key to the Door of Eternity »] (trad. de l'anglais par Mariette Martin), Paris, Tchou, coll. « La Nuit des mondes », 1977 (ISBN 978-2-7107-0043-2, OCLC 864842137).
- Uri Geller [« Uri: A Journal of the Mystery of Uri Geller »] (trad. de l'anglais par Jacques Hall et Jacqueline Lagrange), Paris, Flammarion, coll. « J'ai lu / L'Aventure Mystérieuse » (no A337), 1974 (ISBN 978-2-08-060757-7, OCLC 32331402).